# Ville d'Alger
L'equip Ville d'Alger (codi UCI: MVA) va ser un equip ciclista professional algerià, de categoria Continental. Va competir principalment a les curses de l'UCI Àfrica Tour. El 2013, part de l'equip amb Geoffrey Coupé van deixar la formació i van crear el Doltcini-Flanders.

## Principals resultats

### Grans Voltes
- Tour de França
  - 0 participacions

- Giro d'Itàlia
  - 0 participacions

- Volta a Espanya
  - 0 participacions

## Classificacions UCI
A partir del 2011 l'equip participa en les proves dels circuits continentals, especialment a l'UCI Àfrica Tour.
UCI Àfrica Tour
| Temporada | Classificació per equips | Millor ciclista en la classificació individual |
| --------- | ------------------------ | ---------------------------------------------- |
| 2011      | 17è                      | Nabil Baz (105è)                               |
| 2012      | 22è                      | Bert Scheirlinckx (8è)                         |
| 2013      | 15è                      | Khaled Guemihi (22è)                           |
| 2014      | -                        | -                                              |

UCI Europa Tour
| Temporada | Classificació per equips | Millor ciclista en la classificació individual |
| --------- | ------------------------ | ---------------------------------------------- |
| 2012      | 118è                     | Thomas Vernaeckt (883è)                        |